# موليبدات

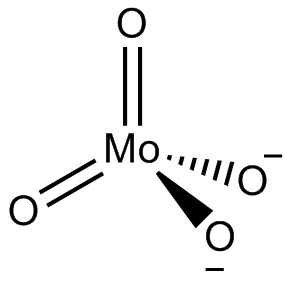
بنية الموليبدات

الموليبدات هو أنيون أكسجيني يحوي على ذرة الموليبدنوم في أقصى حالة أكسدة لها وهي +6. يستطيع الموليبدنوم أن يشكل العديد من الأنيونات الأكسجينية، والتي يمكن أن تكون فييها ذرات الموليبدنوم منفردة أو متصلة مع بعضها البعض بسلاسل، والتي يمكن أن تكون لبضع ذرات، وعندما يكون العدد كبيراً تستطيع أن تشكل أنيونات فلزية متعددة الأكسجين.
أبسط أنيونات الموليبدات 2−MoO4 مثلما يوجد في مركب موليبدات الصوديوم؛ أو أن تكون معقدة متعددة الذرات مثلما الحال في أزرق الموليبدنوم، الذي يمكن أن تصل عدد ذرات الموليبدنوم فيه إلى 154.